# Киев-Пассажирский
Ки́ев-Пассажи́рский (укр. Ки́їв-Пасажи́рський) — главная пассажирская железнодорожная станция Киева. Относится к Юго-Западной железной дороге. На ней размещён пассажирский вокзал, состоящий из Центрального, Южного и Пригородного железнодорожных вокзалов.
На территории станции также находятся локомотивное и вагонное депо.
В одном здании с Пригородным вокзалом расположен вестибюль станции метро «Вокзальная». Возле Южного вокзала расположен Киевский электровагоноремонтный завод (КЭВРЗ) и Музей подвижного состава Юго-Западной железной дороги.
В 1894 году к вокзалу была построена трамвайная линия маршрута № 5, а 2 июня 1936 года — троллейбусная линия.
В 1996 году трамвайная линия по улице Коминтерна была демонтирована, в настоящее время вокзал обслуживает линия по улице Старовокзальной (маршруты трамвая №№ 1, 3, 15, 18).
С центром и Печерском железнодорожный вокзал связывает 14-й маршрут троллейбуса, с центром и районом Батыевой горы — троллейбус № 3. Также к вокзалу подходят многочисленные маршрутные такси, как городские, так и пригородные.
27 августа 2015 года продлён троллейбусный маршрут № 12 до железнодорожного вокзала «Центральный».

## История
Открыта в 1870 году. Киевская железнодорожная станция была построена в 1868—1870 годах для обслуживания двух железнодорожных веток: Киево-Балтской и Курско-Киевской.
Вторая ветка к 1868 году была доведена до левого берега Днепра, но ещё два года под руководством инженера Аманда Струве продолжалось строительство моста через Днепр. Первый поезд со стороны Курска на станцию прибыл 18 февраля (2 марта) 1870 года.
Первый железнодорожный вокзал в Киеве был сооружён по проекту архитектора И. Вишневского в 1867—1870 годах, и представлял собой двухэтажное здание из жёлтого кирпича в стиле староанглийской готики. Его длина 133 м была немногим меньше размеров пассажирской платформы, которая тянулась на 144 м. Для «высочайших особ» предназначались специальные, роскошно обустроенные помещения, а грязные и тесные залы ожиданий принимали пассажиров третьего, низшего класса.
11 (23) августа 1877 год в здании железнодорожного вокзала Киева произошёл сильный пожар. Сооружение восстановили, но ввиду расширения железнодорожного сообщения было решено провести реконструкцию и вокзала, и всей станции, которая должна была улучшить качество обслуживания пассажиров и расширить возможности всего железнодорожного узла.
К 1899 году управление Юго-Западной железной дороги разработало проект комплексной перестройки Киевского узла. Так, станцию Киев-Товарный перенесли на значительное для того времени расстояние от станции Киев-Пассажирский, выстроив там новое здание в стиле технического модерна. На территории станции Киев-Пассажирский оставили главные железнодорожные мастерские, паровозное депо и поворотный круг. Здесь же предполагалось возвести грандиозное сооружение нового вокзального комплекса.
| - Чертёж вокзала Вишневского, 1872 год - Проект Киевского вокзала Владимира Щуко - Вокзал в XIX веке - Киевский вокзал, 1900 год |

Проект Управления ЮЗЖД (автор петербургский архитектор В. А. Щуко) предполагал строительство двух вокзалов, соединённых вместе в виде буквы «Н». Идея воплотилась в жизнь только в 2001 году с постройкой Южного вокзала.
Главное здание комплекса должно было быть решено в романских формах. Планировалось, что поезда дальнего следования всех четырёх направлений и пригородного восточного направления принимаются и отправляются с путей, расположенных параллельно длинной оси здания вокзала. Пригородные поезда западного направления — с тупиковых путей, расположенных к западу от вокзала.
В районе нынешней конечной скоростного трамвая на Старовокзальной улице, в 1908 году был построен временный одноэтажный деревянный пассажирский павильон, который в результате прослужил почти четверть века.
К 1913 году старое вокзальное здание было снесено, а в 1914 году был заложен фундамент нового здания вокзала. Реализацию проекта В. Щуко остановила Гражданская война и Октябрьская социалистическая революция. К идее сооружения капитального здания вокзала возвратились в середине 1920-х годов.
Новое здание железнодорожного вокзала в стиле украинского барокко с элементами конструктивизма было сооружено в 1928—1932 годах по проекту, разработанному профессором архитектуры А. М. Вербицким и архитектором П. Ф. Алёшиным. Старшим техником на строительстве работал учившийся в то время и ставший знаменитым впоследствии И. Ю. Каракис.
В период Великой Отечественной войны здание киевского вокзала было частично разрушено. В 1945—1949 годах по проекту, разработанному под руководством архитектора Г. Ф. Домашенко, вокзал был восстановлен. До середины 1950-х гг. железнодорожное сообщение с левым берегом отсутствовало, пассажирские поезда отправлялись со станции Бровары, откуда в Киев работал трамвайный маршрут совпадающий с проложенной в 1960-х гг. веткой метрополитена.
В 1954—1955 годах было построено здание Пригородного вокзала, проложены подземные тоннели, связывавшие Вокзальную площадь с вокзалом и платформами.
В 1967—1969 годах был сооружён навес над первой платформой, а также пешеходная галерея до 10-й платформы шириной 24 метра, взамен двух галерей, которые доходили только до 4-й платформы.
В 1978—1980 годах, перед Олимпиадой-80 был реконструирован главный вестибюль Центрального вокзала. Оборудование зала депутатов Верховного Совета на вокзале выполнено архитектором Ирмой Каракис.
| - Общий вид станции - EJ 675 и HRCS2-004 на станции - ЧС4-74 у платформы - ДПКр3 на станции |

В 2001 году, по инициативе министра транспорта Г. Кирпы, вокзал был полностью реконструирован, построен Южный вокзал. Были перестроены платформы, реконструированы здание Центрального вокзала (из главного вестибюля убрана статуя Ленина и советская символика) и Вокзальная площадь, подземные пешеходные тоннели, расширенная пешеходная галерея над путями соединила здания Центрального и Южного вокзалов. С начала проектирования до сдачи в эксплуатацию прошло 175 дней.
В 2011 году на станции был открыт музей исторического подвижного состава.

## Изображения

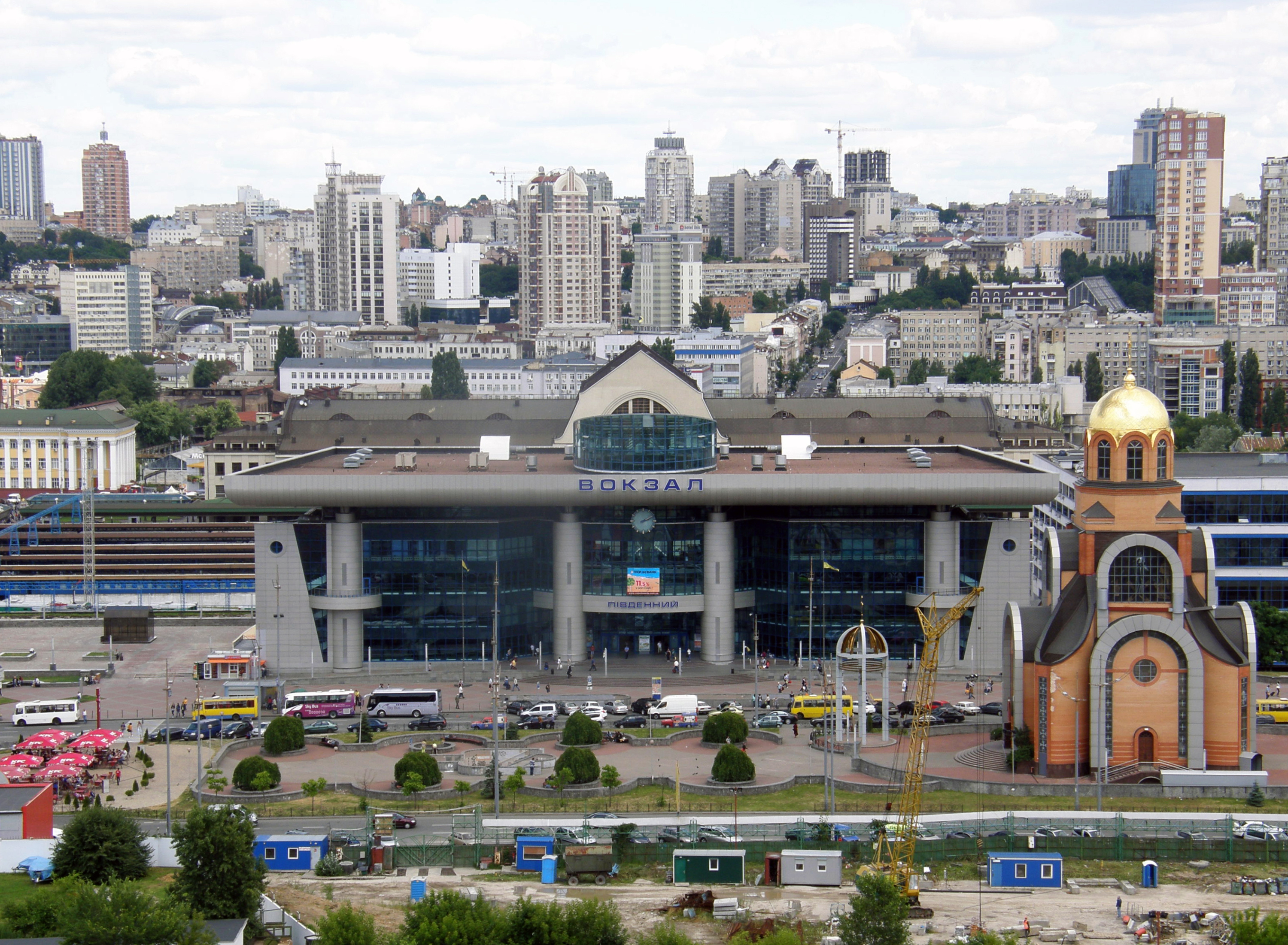
Южный вокзал
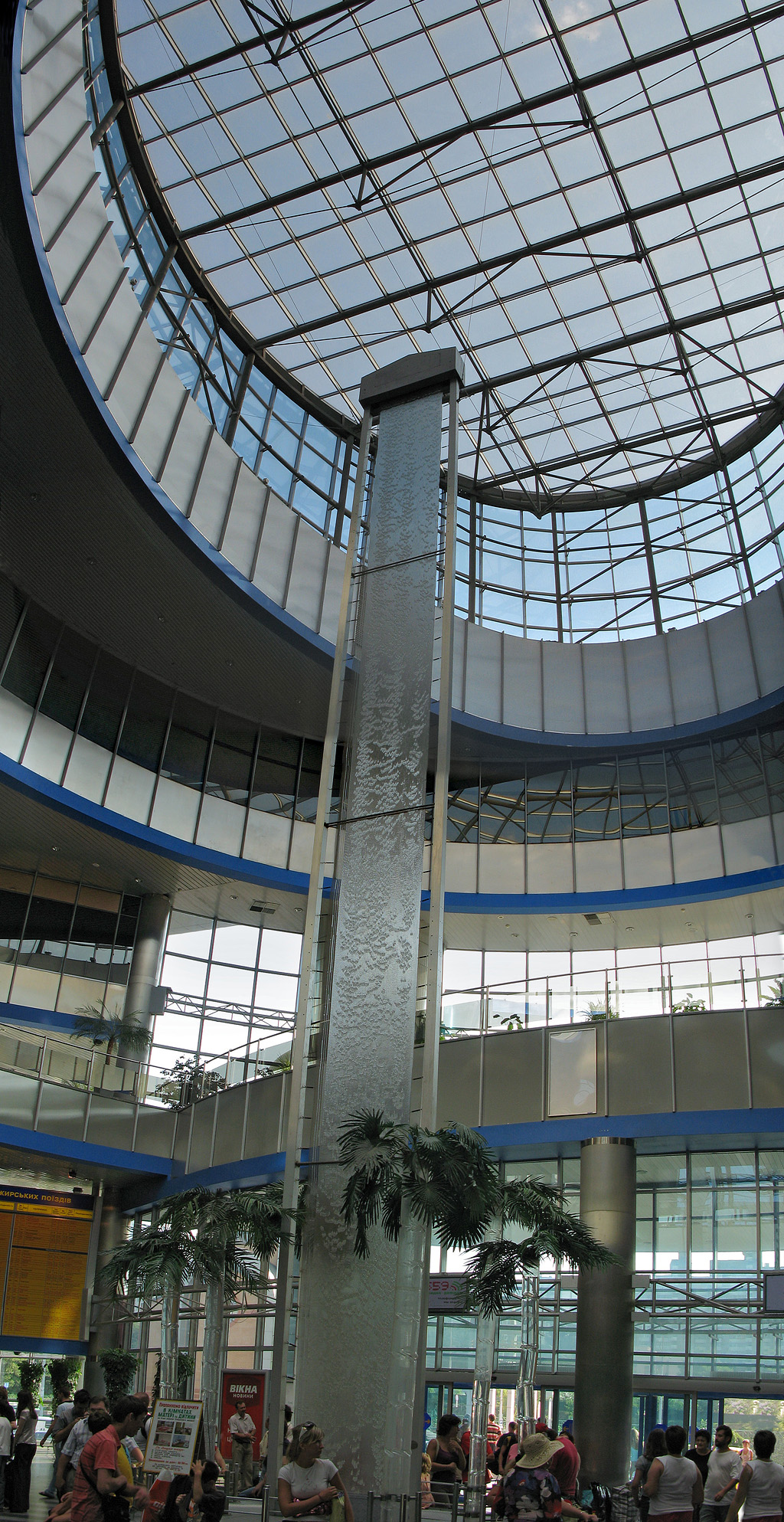
Вестибюль Южного вокзала
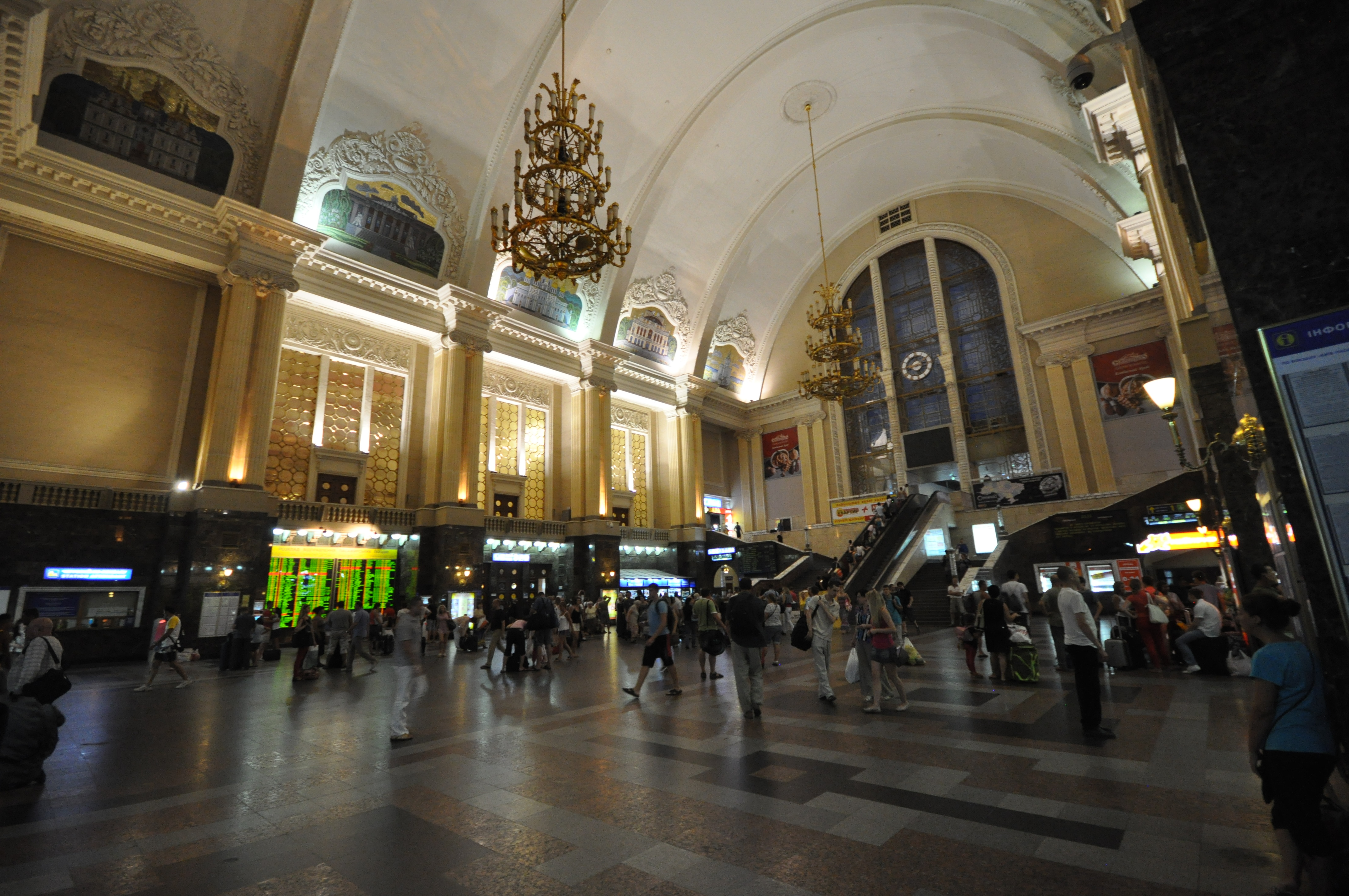
Интерьер Центрального вокзала
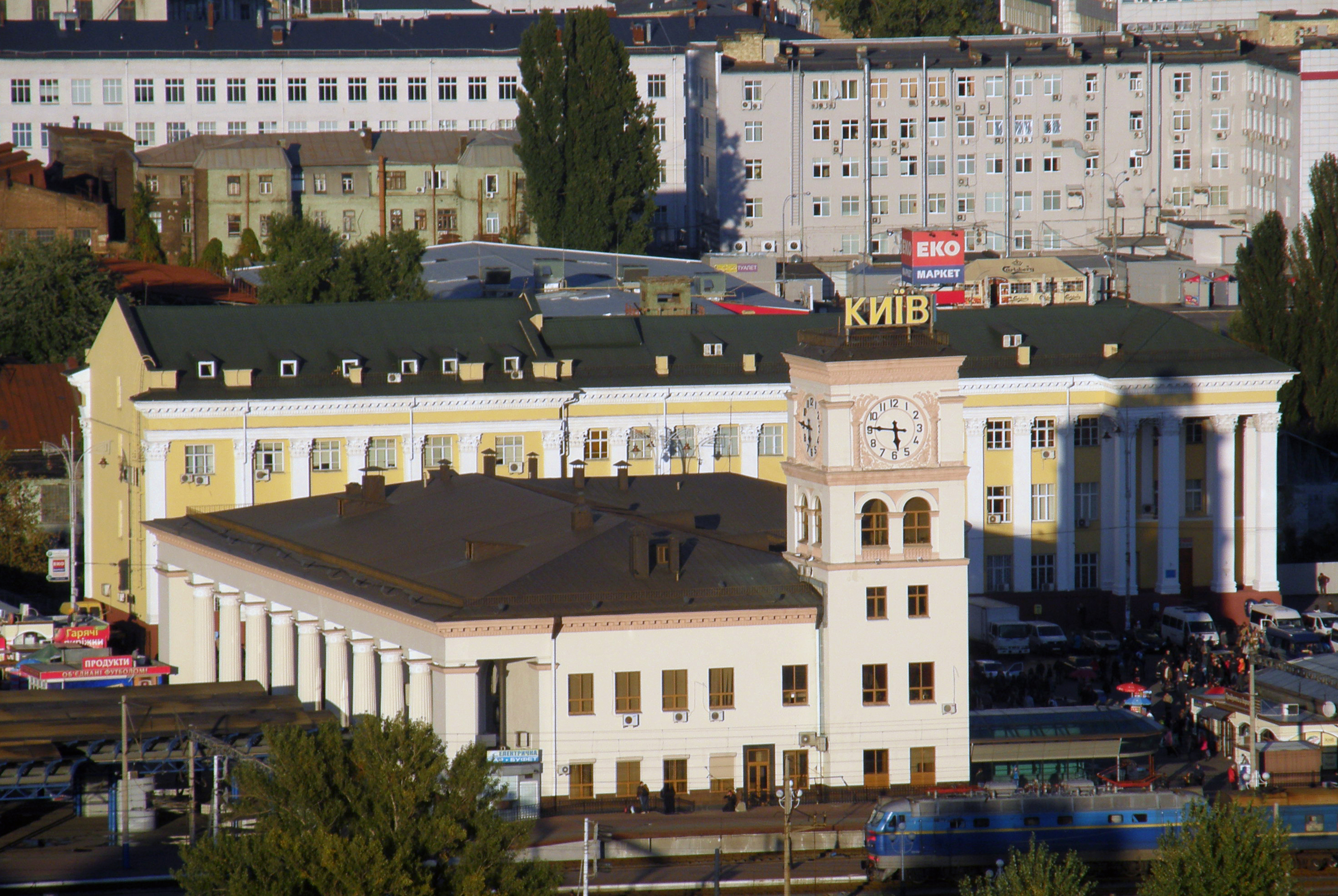
Пригородный вокзал
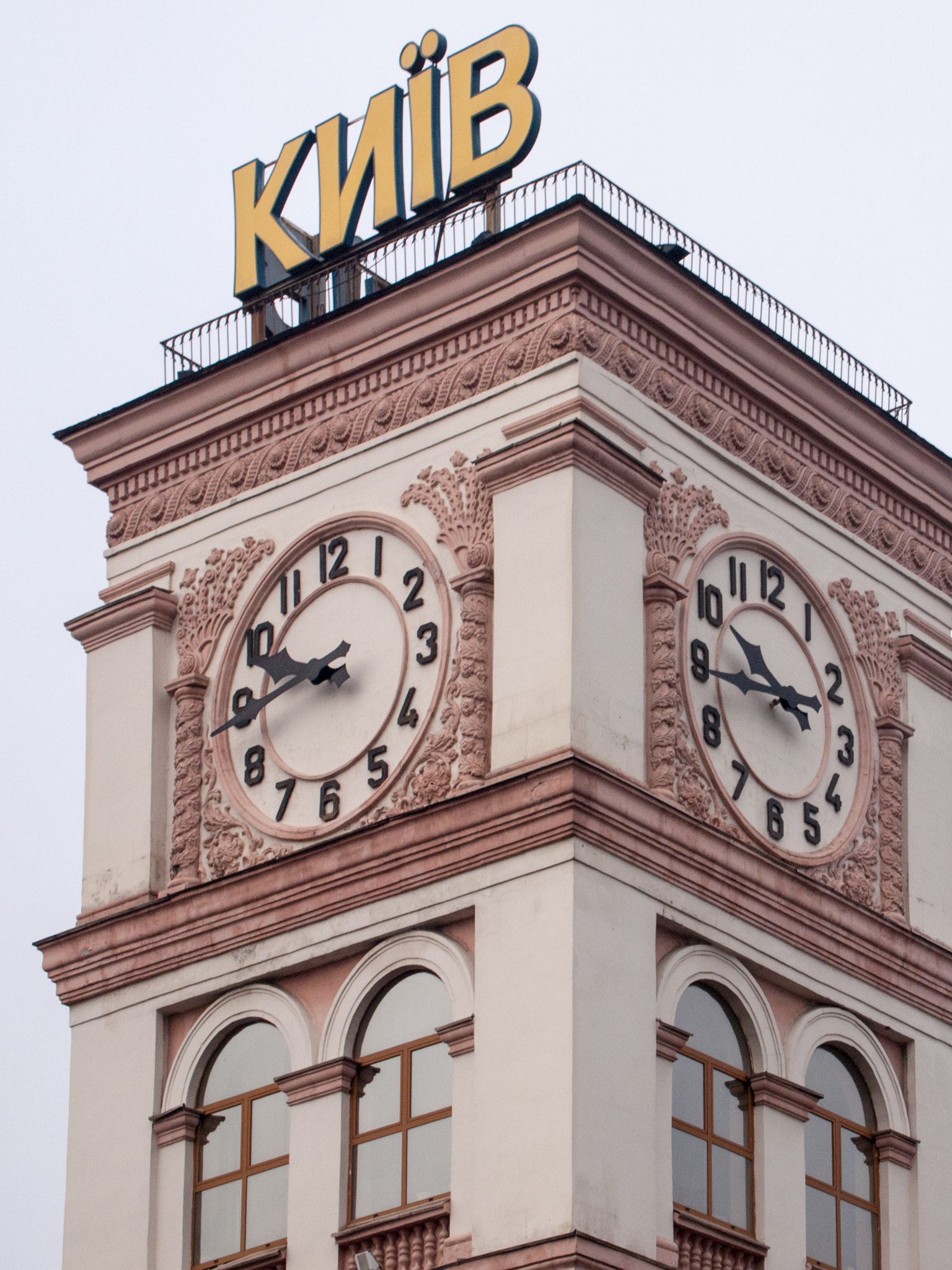
Башня пригородного вокзала